# Kubicza István
Kubicza István (Köpösd, 1820. július 22. - Nyitra, 1867. július 20.) püspöki jegyző, levéltáros, titkár, püspöki hivatali igazgató, pápai káplán, nyitrai kanonok, főesperes

## Élete
Kubicza Pál és Szovis Katalin fia.
Gimnáziumi tanulmányainak befejezte után a nyitrai Szent László püspöki szemináriumban, majd a nagyszombati papnevelőben hallgatta a bölcseletet és teológiát. 1843. augusztus 1-én szentelték föl áldozópappá. Segédlelkész volt Drietomán, majd 1846. decemberétől a püspöki udvarban igazgató. A szabadságharc alatt a császár mellett agitált, s ezért retorziók is érték. 1849-től mint szentszéki jegyző és levéltárnok működött és ugyanazon évben titkárrá, 1856-an pedig irodaigazgatóvá léptették elő. 1854-ben IX. Piusz pápa tiszteletbeli káplánjává nevezte ki, 1856-ban Arcas Romanus címet kapott.
Palugyay Imre nyitrai püspök 1858. július 22-től betegeskedése miatt nyugdíjjal látta el, de rövidesen elhunyt. Titkári hivatalát Roskoványi Ágoston püspöknél is folytatta. 1863-tól nyitrai kanonok és a püspöki hivatali igazgatója 1865-től gradnai, 1866-tól zsolnai főesperes lett.
Művelt férfiú volt, a hazai nyelveken kívül az olaszt is elsajátította. Hosszas betegséget követően hunyt el.

## Művei
Fiatalabb korában latin ódákat írt. A Religió levelezője volt.
- Nyitra egyházi megyéből. Religio 1849/36, 306-307